# Kleinlokomotiven in Schweden
Kleinlokomotiven (oder Schienentraktoren) werden in vielen Ländern für den Rangierbetrieb von einzelnen Wagen oder Wagengruppen verwendet. Seit 1926 sind Kleinlokomotiven in Schweden im Einsatz.

## Geschichte
Bis in die 1920er Jahre wurden in Schweden für den Verschub von einzelnen Güterwagen, vor allem innerhalb von Industrieanschlüssen, Pferde verwendet. Für größere Rangieraufgaben wurden Dampflokomotiven benutzt.
Lambert Bjurström, der in der Maschinenbauindustrie arbeitete, erkannte, dass kleine motorgetriebene Lokomotiven viel effektiver wären. Basierend auf einem Ford-Motor, der die Treibachse mit Ketten antrieb, konstruiert er einen einfachen Schienentraktor. Bjurström arbeitete mit AB Slipmaterial in Västervik zusammen. Er nutzte bei Bedarf deren freie Werkstattkapazität und begann 1925 mit einer Serienfertigung in seiner Firma Bjurström AB Slipmaterial. Die kleinen Lokomotiven wurden schnell populär. Nach dem Bau von über zweihundert Rangierlokomotiven für Privatbahnen und Industriebetrieben wurde die Fertigung bei Bjurström 1947 eingestellt.
Statens Järnvägar (SJ) bestellten ebenfalls derartige Lokomotiven bei Bjurström. Die ersten Exemplare wurden 1926 geliefert, jedoch erst 1933 mit einer Nummer sowie mit der Baureihenbezeichnung Zm versehen. Sie waren vom Typ Bjurström 8, hatten einen Fordson-Benzinmotor, ein Viergang-Getriebe, einen Radstand von zwei Metern und einen 80-Liter-Tank. Die Zugkraft der Lokomotiven betrug 200 Tonnen. 1928 kostete ein Fahrzeug 8.500 Kronen ohne Dach. Ab der Nummer 33 ging das Fahrerhaus über die volle Breite der Lokomotive und es wurden Türen eingebaut.
Durch die Übernahme zahlreicher Privatbahnen in den 1930er- und 1940er-Jahren im Rahmen der allgemeinen Eisenbahnverstaatlichung kamen viele dieser Lokomotiven zu SJ.

## Kleinlokomotiven bei SJ
Als von SJ in den 1940er Jahren stärkere Rangierlokomotiven von anderen Herstellern wie Kockums AB, Malmö oder Kalmar Verkstad AB, Kalmar sowie aus anderen Ländern, wie etwa von den Deutschen Werken Kiel AG, Kiel aus Deutschland, beschafft wurden, wurde beschlossen, diese Lokomotiven nach Leistungsgruppen aufzuteilen. Der Nummerplan wurde im Prinzip 1942 erstellt. Die meisten Bjurström-Lokomotiven erhielten in diesem Nummernplan die Bezeichnungen Z, Z2 oder Z3. Dabei wurden verschiedene Arten von gleich starken Maschinen unter der gleichen Baureihenbezeichnung zusammengefasst, so dass Lokomotiven gleicher Bezeichnung unterschiedlich aussehen können.
Neben Normalspurlokomotiven waren von dieser Eingruppierung Schmalspurlokomotiven der Spurweiten 1067 mm und 891 mm betroffen.
In die neue Baureihe Z wurden 1942 zuerst die 55 noch vorhandenen Lokomotiven der Baureihe Zm mit ihren bisherigen laufenden Nummern übernommen. In die gleiche Baureihe wurden Lokomotiven der Firmen Berg & Company mekaniska verkstad in Lindesberg sowie von Kalmar Verkstad AB,  eingereiht.

## Nummernschema bei SJ
Es folgten durch die Übernahme von weiteren privaten Eisenbahngesellschaften im Rahmen der allgemeinen Eisenbahnverstaatlichung eine Vielzahl von Lokomotiven, die bei Statens Järnvägar in das Nummernschema einsortiert wurden. Im Laufe der Jahre wurde die Baureiheneinteilung mehrmals überarbeitet und verfeinert. Eine Korrektur fand 1958 statt, damals wurde beispielsweise aus der SJ Z42 die SJ Z3 (IX). Die Baureihe Z7(x) für Lokomotiven über 300 PS kam erst 1990 dazu, als die Z70 durch den Einbau eines stärkeren Motors aus der Z65 entstand. Die umgebauten Lokomotiven behielten den Kennbuchstaben Z für Kleinlokomotiven, obwohl nach dem schwedischen Nummernsystem Diesellokomotiven mit mehr als 300 PS eigentlich den Kennbuchstaben T erhalten müssten.
Das zuletzt gültige Nummernschema führte diese Baureihen auf:
| Baureihe | Leistung           | Baureihenbeispiele       | Besonderes        |
| -------- | ------------------ | ------------------------ | ----------------- |
| Z        | max. 75 PS (55 kW) | SJ Z / SJ Zm             |                   |
| Zp       | max. 75 PS (55 kW) | SJ Zp                    | Spurweite 891 mm  |
| Zt       | max. 75 PS (55 kW) | SJ Zt                    | Spurweite 1067 mm |
| Z2       | 76–119 PS          |                          |                   |
| Z2p      | 76–119 PS          | SJ Z2p                   | Spurweite 891 mm  |
| Z3       | 120–149 PS         | SJ Z3 (IX)               |                   |
| Z4(x)    | 150–199 PS         | SJ Z42 / SJ Z4 (XIII)    |                   |
| Z4p      | 120–299 PS         | SJ Z4p                   | Spurweite 891 mm  |
| Z4t      | 120–299 PS         | SJ Z4t                   | Spurweite 1067 mm |
| Z4tu     | 120–299 PS         | SJ Z4tu                  | Spurweite 1093 mm |
| Z6(x)    | 200–299 PS         | SJ Z61 / SJ Z64 / SJ Z65 |                   |
| Z7(x)    | über 300 PS        | SJ Z70                   |                   |